# Louis-Gustave Richelot
Louis-Gustave Richelot (Parigi, 14 novembre 1844 – La Bernerie-en-Retz, 8 agosto 1924) è stato un ginecologo e chirurgo francese.
È figlio del medico Gustave-Antoine Richelot (1806-1893).

## Biografia
Si laureò presso il liceo Bonaparte di Parigi, Louis-Gustave Richelot studiò medicina e ottenne, nel 1873, il dottorato in medicina con la tesi intitolata De la péritonite herniaire et de ses rapports avec l'étranglement. In seguito divenne un chirurgo ospedaliero.
Nel 1897, Louis-Gustave Richelot fu nominato membro dell'Académie de médecine di Francia nel 1921.
Fu uno dei primi sostenitori dell'isterectomia vaginale.